# Hiroshi Nanami
Hiroshi Nanami (jap. 名波浩 Nanami Hiroshi; ur. 28 listopada 1972 w Fujiedzie) – japoński piłkarz, reprezentant kraju grający na pozycji pomocnika.

## Kariera klubowa
Nanami szkolił się na Shimizu Commercial High School, a do 1994 studiował na Juntendo University. Profesjonalną karierę piłkarską rozpoczął w 1995 w Júbilo Iwata, której barwy, z przerwami na trzy wypożyczenia, reprezentował przez 13 lat. Największym sukcesem w barwach drużyny z Iwaty było zwycięstwo w azjatyckiej Lidze Mistrzów w 2000. Trzykrotnie zdobył mistrzostwo J1 League w latach 1997, 1999 i 2002. 
Udało mu się także w barwach Júbilo sięgnąć po Puchar Cesarza w 2003, oraz dotrzeć do finału tych rozgrywek w 2004. Jako zawodnik klubu z Iwaty trzy razy triumfował w rozgrywkach o Superpuchar Japonii w latach 2000, 2003 i 2004. Zdobył także J League Cup w 1998, oraz dwukrotnie dotarł do finału tych rozgrywek w latach 1997 i 2001. Łącznie dla ekipy Júbilo zagrał w 301 spotkaniach, w których strzelił 32 bramki.
Sezon 1999/2000 spędził na wypożyczeniu we włoskiej drużynie Venezia. W rozgrywkach Serie A zagrał w 24 spotkaniach, w których strzelił jedną bramkę. Drugą połowę sezonu 2006 grał w Cerezo Osaka. W sezonie 2007 występował w stołecznym Tokyo Verdy, któremu pomógł w wywalczeniu awansu do J1 League. Karierę piłkarską zakończył w 2008.
| Sezon     | Klub         | Kraj    | Rozgrywki | Mecze | Bramki |
| --------- | ------------ | ------- | --------- | ----- | ------ |
| 1995      | Júbilo Iwata | Japonia | J1 League | 51    | 3      |
| 1996      | Júbilo Iwata | Japonia | J1 League | 30    | 3      |
| 1997      | Júbilo Iwata | Japonia | J1 League | 21    | 5      |
| 1998      | Júbilo Iwata | Japonia | J1 League | 33    | 7      |
| 1999      | Júbilo Iwata | Japonia | J1 League | 15    | 4      |
| 1999/2000 | Venezia      | Włochy  | Serie A   | 24    | 1      |
| 2000      | Júbilo Iwata | Japonia | J1 League | 5     | 1      |
| 2001      | Júbilo Iwata | Japonia | J1 League | 17    | 1      |
| 2002      | Júbilo Iwata | Japonia | J1 League | 24    | 1      |
| 2003      | Júbilo Iwata | Japonia | J1 League | 27    | 3      |
| 2004      | Júbilo Iwata | Japonia | J1 League | 29    | 3      |
| 2005      | Júbilo Iwata | Japonia | J1 League | 26    | 1      |
| 2006      | Júbilo Iwata | Japonia | J1 League | 10    | 0      |
| 2006      | Cerezo Osaka | Japonia | J1 League | 13    | 2      |
| 2007      | Tokyo Verdy  | Japonia | J2 League | 17    | 0      |
| 2008      | Júbilo Iwata | Japonia | J1 League | 13    | 0      |

## Kariera reprezentacyjna
Karierę reprezentacyjną rozpoczął 6 sierpnia 1996 w meczu przeciwko reprezentacji Kostaryki, wygranym 3:0. W 1996 wziął udział w Pucharze Azji, na którym zagrał w czterech spotkaniach z Syrią i Uzbekistanem (bramka), Chinami i Kuwejtem. 
Był ważnym zawodnikiem reprezentacji podczas eliminacji do Mistrzostw Świata 1998, zakończonych awansem do turnieju. Podczas eliminacji zagrał w 15 spotkaniach, strzelając trzy bramki. Po otrzymaniu powołania na turniej finałowy zagrał w trzech meczach grupowych z Argentyną, Chorwacją i Jamajką.
Powołany był także na Copa América 1999, gdzie wystąpił w trzech spotkaniach fazy grupowej z Peru, Paragwajem i Boliwią. Podczas Pucharu Azji 2000 zagrał w 6 spotkaniach turnieju, w których zdobył 3 bramki (dwie przeciwko Irakowi i jedną przeciwko Arabii Saudyjskiej). Turniej ten zakończył się zwycięstwem Japonii. Po raz ostatni w reprezentacji Japonii zagrał 25 kwietnia 2001 w meczu przeciwko Hiszpanii, przegranym 0:1. Łącznie Hiroshi Nanami w latach 1995–2001 wystąpił w 67 spotkaniach, w których strzelił 9 bramek.
| Mecze i gole w reprezentacji | Mecze i gole w reprezentacji | Mecze i gole w reprezentacji | Mecze i gole w reprezentacji | Mecze i gole w reprezentacji | Mecze i gole w reprezentacji | Mecze i gole w reprezentacji |
| #                            | Data                         | Miasto                       | Przeciwnik                   | Gol                          | Wynik                        | Rozgrywki                    |
| ---------------------------- | ---------------------------- | ---------------------------- | ---------------------------- | ---------------------------- | ---------------------------- | ---------------------------- |
| 1.                           | 06.08.1995                   | Kioto                        | Kostaryka                    | Gol                          | 3:0                          | towarzyski                   |
| 2.                           | 24.10.1995                   | Tokio                        | Arabia Saudyjska             | Gol                          | 2:1                          | towarzyski                   |
| 3.                           | 10.02.1996                   | Wollongong                   | Australia                    |                              | 4:1                          | towarzyski                   |
| 4.                           | 14.02.1996                   | Melbourne                    | Australia                    |                              | 0:3                          | towarzyski                   |
| 5.                           | 19.02.1996                   | Hongkong                     | Polska                       |                              | 5:0                          | towarzyski                   |
| 6.                           | 22.02.1996                   | Hongkong                     | Szwecja                      |                              | 1:1                          | towarzyski                   |
| 7.                           | 26.05.1996                   | Tokio                        | Jugosławia                   |                              | 1:0                          | towarzyski                   |
| 8.                           | 29.05.1996                   | Fukuoka                      | Meksyk                       |                              | 3:2                          | towarzyski                   |
| 9.                           | 25.08.1996                   | Osaka                        | Urugwaj                      |                              | 5:3                          | towarzyski                   |
| 10.                          | 11.09.1996                   | Tokio                        | Uzbekistan                   |                              | 1:0                          | towarzyski                   |
| 11.                          | 13.10.1996                   | Kobe                         | Tunezja                      |                              | 1:0                          | towarzyski                   |
| 12.                          | 06.12.1996                   | Al-Ajn                       | Syria                        |                              | 2:1                          | Puchar Azji 1996             |
| 13.                          | 09.12.1996                   | Al-Ajn                       | Uzbekistan                   | Gol                          | 4:0                          | Puchar Azji 1996             |
| 14.                          | 12.12.1996                   | Al-Ajn                       | Chiny                        |                              | 1:0                          | Puchar Azji 1996             |
| 15.                          | 15.12.1996                   | Al-Ajn                       | Kuwejt                       |                              | 0:2                          | Puchar Azji 1996             |
| 16.                          | 09.02.1997                   | Bangkok                      | Tajlandia                    |                              | 1:1                          | Puchar Króla Tajlandii       |
| 17.                          | 13.02.1997                   | Bangkok                      | Szwecja                      |                              | 0:1                          | Puchar Króla Tajlandii       |
| 18.                          | 15.03.1997                   | Bangkok                      | Tajlandia                    |                              | 1:3                          | towarzyski                   |
| 19.                          | 23.03.1997                   | Maskat                       | Oman                         |                              | 1:0                          | El. MŚ 1998                  |
| 20.                          | 25.03.1997                   | Maskat                       | Makau                        | Gol                          | 10:0                         | El. MŚ 1998                  |
| 21.                          | 27.03.1997                   | Maskat                       | Nepal                        |                              | 6:0                          | El. MŚ 1998                  |
| 22.                          | 21.05.1997                   | Tokio                        | Korea Południowa             |                              | 1:1                          | towarzyski                   |
| 23.                          | 08.06.1997                   | Tokio                        | Chorwacja                    |                              | 4:3                          | towarzyski                   |
| 24.                          | 15.06.1997                   | Osaka                        | Turcja                       |                              | 1:0                          | towarzyski                   |
| 25.                          | 22.06.1997                   | Tokio                        | Makau                        | Gol                          | 10:0                         | El. MŚ 1998                  |
| 26.                          | 25.06.1997                   | Tokio                        | Nepal                        |                              | 3:0                          | El. MŚ 1998                  |
| 27.                          | 28.06.1997                   | Tokio                        | Oman                         |                              | 1:1                          | El. MŚ 1998                  |
| 28.                          | 07.09.1997                   | Tokio                        | Uzbekistan                   |                              | 6:3                          | El. MŚ 1998                  |
| 29.                          | 19.09.1997                   | Abu Zabi                     | Zjednoczone Emiraty Arabskie |                              | 0:0                          | El. MŚ 1998                  |
| 30.                          | 28.09.1997                   | Tokio                        | Korea Południowa             |                              | 1:2                          | El. MŚ 1998                  |
| 31.                          | 04.10.1997                   | Ałmaty                       | Kazachstan                   |                              | 1:1                          | El. MŚ 1998                  |
| 32.                          | 11.10.1997                   | Taszkent                     | Uzbekistan                   |                              | 1:1                          | El. MŚ 1998                  |
| 33.                          | 26.10.1997                   | Tokio                        | Zjednoczone Emiraty Arabskie |                              | 1:1                          | El. MŚ 1998                  |
| 34.                          | 01.11.1997                   | Seul                         | Korea Południowa             | Gol                          | 2:0                          | El. MŚ 1998                  |
| 35.                          | 08.11.1997                   | Tokio                        | Kazachstan                   |                              | 5:1                          | El. MŚ 1998                  |
| 36.                          | 16.11.1997                   | Johor Bahru                  | Iran                         |                              | 3:2                          | El. MŚ 1998                  |
| 37.                          | 15.02.1998                   | Adelajda                     | Australia                    |                              | 3:0                          | towarzyski                   |
| 38.                          | 01.03.1998                   | Jokohama                     | Korea Południowa             |                              | 2:1                          | towarzyski                   |
| 39.                          | 07.03.1998                   | Tokio                        | Chiny                        |                              | 0:2                          | towarzyski                   |
| 40.                          | 01.04.1998                   | Seul                         | Korea Południowa             |                              | 1:2                          | towarzyski                   |
| 41.                          | 17.05.1998                   | Tokio                        | Paragwaj                     |                              | 1:1                          | towarzyski                   |
| 42.                          | 24.05.1998                   | Jokohama                     | Czechy                       |                              | 0:0                          | towarzyski                   |
| 43.                          | 03.06.1998                   | Lozanna                      | Jugosławia                   |                              | 0:1                          | towarzyski                   |
| 44.                          | 14.06.1998                   | Tuluza                       | Argentyna                    |                              | 0:1                          | MŚ 1998                      |
| 45.                          | 20.06.1998                   | Nantes                       | Chorwacja                    |                              | 0:1                          | MŚ 1998                      |
| 46.                          | 26.06.1998                   | Lyon                         | Jamajka                      |                              | 1:2                          | MŚ 1998                      |
| 47.                          | 28.10.1998                   | Osaka                        | Egipt                        |                              | 1:0                          | towarzyski                   |
| 48.                          | 31.03.1999                   | Tokio                        | Brazylia                     |                              | 0:2                          | towarzyski                   |
| 49.                          | 03.06.1999                   | Tokio                        | Belgia                       |                              | 0:0                          | towarzyski                   |
| 50.                          | 06.06.1999                   | Jokohama                     | Peru                         |                              | 0:0                          | towarzyski                   |
| 51.                          | 29.06.1999                   | Asunción                     | Peru                         |                              | 2:3                          | Copa América 1999            |
| 52.                          | 02.07.1999                   | Asunción                     | Paragwaj                     |                              | 0:4                          | Copa América 1999            |
| 53.                          | 05.07.1999                   | Pedro Juan Caballero         | Boliwia                      |                              | 1:1                          | Copa América 1999            |
| 54.                          | 05.02.2000                   | Hongkong                     | Meksyk                       |                              | 0:1                          | towarzyski                   |
| 55.                          | 15.03.2000                   | Kobe                         | Chiny                        |                              | 0:0                          | towarzyski                   |
| 56.                          | 26.04.2000                   | Seul                         | Korea Południowa             |                              | 0:1                          | towarzyski                   |
| 57.                          | 04.06.2000                   | Casablanca                   | Francja                      |                              | 2:2                          | towarzyski                   |
| 58.                          | 06.06.2000                   | Casablanca                   | Jamajka                      |                              | 4:0                          | towarzyski                   |
| 59.                          | 14.10.2000                   | Sydon                        | Arabia Saudyjska             | Gol                          | 4:1                          | Puchar Azji 2000             |
| 60.                          | 17.10.2000                   | Sydon                        | Uzbekistan                   |                              | 8:1                          | Puchar Azji 2000             |
| 61.                          | 20.10.2000                   | Bejrut                       | Katar                        |                              | 1:1                          | Puchar Azji 2000             |
| 62.                          | 24.10.2000                   | Bejrut                       | Irak                         | Gol · Gol                    | 4:1                          | Puchar Azji 2000             |
| 63.                          | 26.10.2000                   | Bejrut                       | Chiny                        |                              | 3:2                          | Puchar Azji 2000             |
| 64.                          | 29.10.2000                   | Bejrut                       | Arabia Saudyjska             |                              | 1:0                          | Puchar Azji 2000             |
| 65.                          | 20.12.2000                   | Tokio                        | Korea Południowa             |                              | 1:1                          | towarzyski                   |
| 66.                          | 24.03.2001                   | Saint-Denis                  | Francja                      |                              | 0:5                          | towarzyski                   |
| 67.                          | 25.04.2001                   | Cordoba                      | Hiszpania                    |                              | 0:1                          | towarzyski                   |

| Reprezentacja Japonii | Reprezentacja Japonii | Reprezentacja Japonii |
| Rok                   | Mecze                 | Gole                  |
| --------------------- | --------------------- | --------------------- |
| 1995                  | 2                     | 2                     |
| 1996                  | 13                    | 1                     |
| 1997                  | 21                    | 3                     |
| 1998                  | 11                    | 0                     |
| 1999                  | 6                     | 0                     |
| 2000                  | 12                    | 3                     |
| 2001                  | 2                     | 0                     |
| Razem                 | 67                    | 9                     |

## Kariera trenerska
Nanami we wrześniu 2014 został trenerem Júbilo Iwata, zastępując na tym stanowisku Périclesa Chamuscę. W 2015 doprowadził zespół do 2. miejsca w tabeli J2 League. Dało to awans do J1 League po dwóch latach przerwy. Po 170 spotkaniach na ławce trenerskiej Júbilo Iwata, w czerwcu 2019 został zwolniony za fatalne wyniki sportowe (zespół znajdował się na ostatnim miejscu w tabeli). 
21 czerwca 2021 rozpoczął pracę w Matsumoto Yamaga. Został zwolniony po 5 miesiącach z powodu spadku zespołu do J3 League. 

## Sukcesy

### Reprezentacyjne
- Puchar Azji (1): 2000

### Klubowe
Júbilo Iwata
- Azjatycka Liga Mistrzów (1): 2000
- Mistrzostwo J1 League (1) : 1997, 1999, 2002
- Puchar Cesarza (1): 2003
- Finał Pucharu Cesarza (1): 2004
- Superpuchar Japonii (3) : 2000, 2003, 2004
- J League Cup (1): 1998
- Finał J League Cup (2): 1997, 2001

Tokyo Verdy
- Awans do J1 League (1): 2007